# Hipoteza muškarca ratnika
Hipoteza muškarca ratnika (HMR) (енгл. Male warrior hypothesis (MWH)) je hipoteza evolutivne psihologije koju je postavio profesor Mark van Vugt i tvrdi da su ljudsku psihologiju obikovli takmičenje i sukobi. Evolutivna istorija koalicione agresije među grupama muškaraca je mogla imati za posledicu da različiti polovi drugačije percipiraju članove drugih grupa, stvarajući drugačije ponašanje prema pripadnicima svoje grupe a drugačije prema ljudima koji ne pripadaju datoj grupi.
Prema ovoj hipotezi sukobi sa drugim grupama, za muškarce predstavljaju priliku da steknu pristup partnerkama za parenje, teritoriji i priliku da povećaju svoj status. Stoga su sukobi možda stvorili selekcioni pritisak u psihološkim mehanizmima muškaraca da iniciraju agresiju među grupama. Za žene, sukob sa drugim grupama znatno povećava opasnost od seksuallnog napastvovanja od strane muškaraca koji ne pripadaju njihovoj grupi i to je moglo stvoriti selekcioni pritisak za psihološke mehanizme koji žene okreću protiv muškaraca koji nisu pripadnici njihove grupe.

## Pregled

### Nasilje i ratovanje
Nasilje i agresija su univerzalni za sva ljudska društva, i verovatno su deo ljudskog ponašanja još od praistorije. Arheolozi su pronašli masovne grobnice koje datiraju do kasnog Pleistocena i ranog Holocena, koje sadrže pretežno muške skelete sa znacima udaraca tupim predmetima, što ukazuje na to da je uzrok smrti oružje korišćeno u borbi.
Nasilje među ljudima se odvija u jasnim šablonima, sa veoma očiglednim razlikama među polovima. Etnografski nalazi i savremeni podaci o zločinima pokazuju da nasilje uglavnom primenjuju muškarci, kao i da su muškarci češće žrtve nasilja. Ovaj šablon je primećen tako često i u toliko mnogo kultura da se može reći da je univerzalan za sve ljude.

### Plemensko ponašanje
Ljudi su društvena vrsta sa dugom istorijom života u plemenskim grupama. Psihološki mehanizmi koji su se razvili da se nose sa složenošću života u grupi su takođe stvorili heuristiku za brzo prepoznavanje ljudi koji pripadaju grupi datog pojedinca i onih koji su van te grupe, kao i razlicite bihevioralne strategije za njih: prema članovima svoje grupe se ponašaju ljubazno, a na ljude van svoje grupe reaguj strahom i agresijom. Ove sklonosti izlaze na površinu uz vrlo malo podstreka i u laboratorijskim studijama su uspeli da ih izazovu i kod površnih grupa formiranih u samoj studiji – na primer, ispitanicima su pokazane slike i grupe su formirane na osnovu toga koju sliku su ispitanici preferirali. Slične sklonosti su primećene i kod drugih primata, poput makakija. 
Hipoteza muškarca ratnika sugeriše da je lakoća sa kojom se diskriminiše protiv pripadnika drugih grupa, zapravo adaptacija koja je posledica dugog vremenskog perioda tokom kog su muškarci bili ugroženi od strane mužjaka van grupe koji su im bili konkurencija za resurse. 

### Polne razlike u posvećivanju roditeljstvu
HMR kaže da polne razlike u odnosu prema članovima drugih grupa može biti i posledica različitih reproduktivnih strategija kod muškaraca i žena – tačnije posledica toga što muškarci imaju veću konkurenciju za nalaženje partnera. Kod sisara, mužjaci i ženke imaju različite reproduktivne strategije zasnovane na fiziologiji razmnožavanja. Pošto ženke nose, rađaju, hrane i uopšte uzev, ulažu više sredstava u svakog svog potomka, one pažljivije biraju svoje partnere, ali imaju veću sigurnost da će moći da se razmnožavaju.
Sa druge strane, kada jednom nađu partnera, razmnožavanje za mužjake predstavlja mali energetski trošak, ali mogu da privuku ženku samo ako imaju fizičke ili društvene karakteristike koje se mogu pretvoriti u resurse – tj. teritoriju, status, hranu, moć, uticaj – ili snagu i savezništva da prisile ženke da se pare. Posledica toga je da je veća varijabilnost reproduktivnog uspeha među mužjacima iste vrste i da među mužjacima vlada veća konkurencija. Najjači, najprilagođeniji i najmoćniji mužjaci mogu imati harem, dok se manje sposobni mužjaci nikad ne razmnože. 

### Muški stav prema grupama
Hipoteza muškarca ratnika pretpostavlja da su muškarci pretežno više vezani za grupu kojoj pripadaju zato što su tokom istorije ostajali u grupama u kojima su rođeni dok su žene prelazile u grupu svog muža nakon udaje. Muškarci imaju veći interes u odbrani svoje grupe i pre će reagovati agresivno prema mužjacima koji ne pripadaju grupi ukoliko ih uhvate da pokušavaju da ukradu resurse njihove grupe ili da oslabe grupu nasiljem. 
Za muškarce koji su u opasnosti da nikad neće naći partnerku, korist od agresivnog i nasilnog ponašanja je veća nego potencijalna opasnost borbe, naročito ukoliko imaju saborce. Zatim, grupe više individua koje su formirale savez i ponašale se altruistično prema ostalim članovima grupe, a agresivno prema članovima drugih grupa su ostvarivale prosperitet.

## Posmatranja/dokazi iz studija

### Razlike među polovima
U skladu sa hipotezom muškarca ratnika, nekoliko studija je pokazalo da muškarci češće imaju etnocentrična i ksenofobna razmišljanja nego žene, uključujući i češću upotrebu dehumanizujućeg govora za opisivanje članova drugih grupa, snažniju identifikaciju sa svojom grupom, bolju saradnju kada se takmiče sa drugom grupom, veću želju da stupe u rat kada im se prikažu slike privlačnih pripadnica suprotnog pola (mada slike neprivlačnih žena nisu imale isti efekat), veću stopu rivaliteta i nasilja prema drugim muškarcima (što pokazuje statistika nasilnih zločina i ubistava) i da krupniji muškarci brže ljutito reaguju.
Studije su takođe testirale i reakcije žena na druge grupe i pokazale su da se žene uglavnom plaše muškaraca iz drugih grupa tokom periovulatorne faze menstrulanog ciklusa, kada su najplodnije. Takođe, žene tokom vrhunca plodnosti imaju negativnije reakcije na mužjake koji pripadaju grupi koja je fizički zastrašujuća, čak i ako je ta grupa formirana u laboratoriji. Uglavnom, žene koje osećaju najveću opasnost od seksualne prisile će se ugllavnom plašiti muškaraca iz drugih grupa, što je u skladu sa predviđanjima HMR.

### Dokazi kod životinja
Koaliciono nasilje je primećeno i kod drugih društvenih životinjskih vrsta, uključujući i primate. Mužjaci šimpanze pokazuju slično nasilno ponašanje: grupe mužjaka formiraju saveze i patroliraju granicama teritorije napadajući susedne bande. Takođe, šimpanze imaju patrilokalne šablone življenja što pomaže kod formiranja bliskih saveza, pošto su svi članovi uglavnom u srodstvu.

### Studije spremnosti na učenje
U studijama spremnosti na učenje, gde je reakcija straha merena metodom praćenja znojenja kožeuslovljeni strah kao rekcija na slike muškaraca koji ne pripadaju datoj grupi, je bilo teže iskoreniti nego uslovljeni strah kao reakciju na slike žena koje ne pripadaju datoj grupi, ili slike članova sopstvene grupe bilo kog pola. Ovi rezultati su bili isti bilo da je ispitanik bio muškarac bilo žena. To je stoga što su nervna kola za reakciju straha	razvijenija za stimuluse koji su tokom većeg dela ljudske istorije predstavljali ozbiljniju pretnju (na primer zmije i pauci, koji su bili pretnja sa kojom su se sakupljači često susretali). Ovi rezultati pokazuju da su muškarci koji nisu pripadali datoj grupi predstavljali veću pretnju za fizičku bezbednost nego žene koje nisu pripadale grupi ili članovi sopstvene grupe, što podržava hipotezu muškarca ratnika.

## Kritike/suprotna otkrića
Iako je hipoteza muškarca ratnika potvrđena u mnogim eksperimentalnim neurološkim i studijama socijalne psihologije, i dalje se može raspravljati o uticajima rata i agresije na ljudsku psihologiju. Opšta pitanja uključuju: A) Zašto su razlike među polovima potvrđene u nekim studijama, a u drugima nisu? B) Da li žene preferiraju ratničko ponašanje kod muškaraca uprkos riziku koji takvo ponašanje nosi? i C) Da li je zamislivo da žene biraju muškarce radi njihove miroljubivosti?

## Spoljašnje veze
- Agresija- Dr. Johan M.G. van der Dennen[мртва веза]
- Mapa ratova vođenih u poslednjih 4000 godina
- Globalism, Nationalism, Tribalism: Bringing Theory Back In
- Tribalizam u Africi